# Netherlands Proteomics Centre
El Netherlands Proteomics Center (NPC, o "Centre de Proteòmica dels Països Baixos" en català) és un centre de recerca holandès en el camp de la proteòmica i la caracterització del proteoma cel·lular, és a dir, del conjunt de proteïnes expressades per un genoma, cèl·lula, teixit o organisme.
El NPC va ser creat pel professor Albert J. R. Heck l'any 2003 i està localitzat en la ciutat de Utrecht. El Netherlands Proteomics Center és part del Netherlands Genomics Initiative (NGI) i resultat de la cooperació entre set universitats, quatre centres mèdics acadèmics i diverses empreses de biotecnologia:
- Utrecht Universitat (UU)
- Centre Mèdic Universitari d'Utrecht (UMCU)
- Universitat de Groningen (RUG)
- Leiden Universitat (LU)
- Centre Mèdic Universitari de Leiden (LUMC)
- Delft Universitat de Tecnologia (TU Delft)
- Universitat de Radboud
- Universitat d'Amsterdam
- Centre Mèdic Acadèmic
- Centre Universitari de Recerca Wageningen
- Erasmus Medical Center
- Institut Holandès del Càncer (NKI)
- Institut Holandès de les Vacunes (NVI)
- AMOLF
- Institut Hubrecht